# Spea
Spea — род бесхвостых земноводных (Anura). Включает 4 вида.

## Описание
Общая длина представителей этого рода колеблется от 1,5 до 6,3 см. Наблюдается половой диморфизм: самки крупнее самцов. Голова массивная. Зрачок вертикальный. Кожа преимущественно гладкая, но встречаются бугорки. Паротиды отсутствуют. На задних конечностях находятся выросты, напоминающие лопасти.
Окраска тёмных или песчаных цветов, преимущественно коричневый или серый с многочисленными светлыми крапинками или пятнышками.

## Образ жизни
Любят засушливые места, иногда встречаются в редколесье. Значительное время проводят в норах, которые умело роют с помощью своих «лопат». Активны ночью. Питаются беспозвоночными.
Это яйцекладущие амфибии. Во время спаривания откладывают яйца в воду.

## Распространение
Встречаются от южной Канады через центральные штаты США до северной Мексики.

## Классификация
На ноябрь 2018 года в род включают 4 вида:
- Spea bombifrons (Cope, 1863) — Равнинный лопатоног
- Spea hammondii (Baird, 1859) — Мурлыкающий лопатоног
- Spea intermontana (Cope, 1883) — Хриплый лопатоног
- Spea multiplicata (Cope, 1863) — Бородавчатый лопатоног

## Галерея

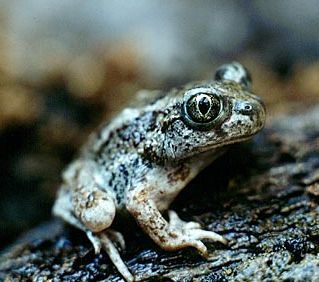
Хриплый лопатоног
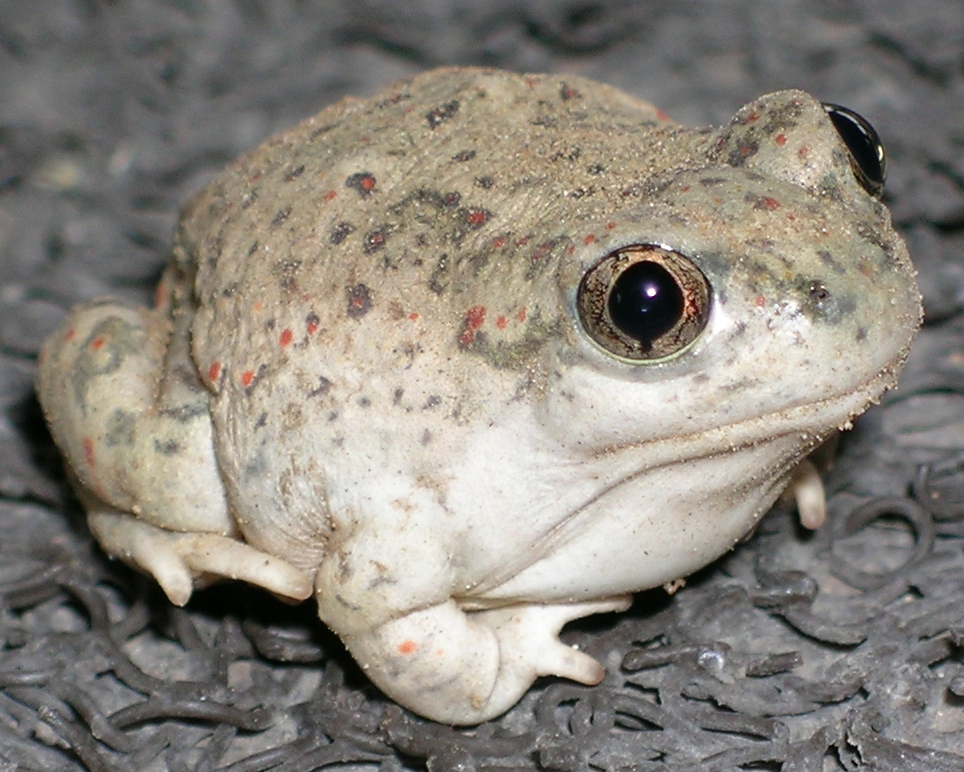
Бородавчатый лопатоног
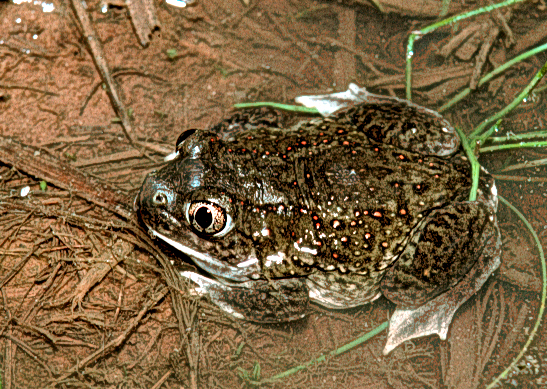
Равнинный лопатоног